# Hans Glauning
Hans Franz Ludwig Heinrich Wilhelm Glauning (né le 29 janvier 1868 à Berlin et décédé le 5 mars 1908 à Atscho, Cameroun allemand) est un officier et ethnologue allemand.

## Biographie
Glauning a fréquenté le lycée d'Augsbourg et de Hof-sur-Saale. En 1887, il s'engagea comme Fahnenjunker dans le bataillon de pionniers no 12 à Dresde, devint Fähnrich en 1888 et lieutenant en 1889. Après avoir suivi le séminaire de langues orientales de l'université Humboldt de Berlin (1893) et avoir été promu lieutenant, il quitta la Deutsches Heer le 13 novembre 1894 et rejoignit la troupe de protection de l'Afrique orientale, où il compta parmi les personnalités les plus remarquables en tant qu'officier de compagnie. Il participa à l'automne 1895 à une expédition contre Hassan b. Omari et Machemba sous les ordres du lieutenant-colonel Lothar von Trotha, en 1896 à la campagne contre les Wahehe et en 1897 à la campagne contre les Washemba Massai. Il a été temporairement chef de la station de Mpapwa et a fait partie de la commission chargée de mesurer la frontière entre les lacs Malawi et Tanganyika en 1898-99.
En novembre 1900, il a été muté dans la troupe de protection du Kamerun et a été promu capitaine et commandant de compagnie en 1901. Hans Glauning y accompagna le gouverneur Jesko von Puttkamer lors d'un voyage d'inspection à la Cross et fut nommé chef de l'administration de la région allemande de la Cross River le 15 février 1901. En juillet 1901, il transféra le siège de l'administration du district de Nssakpe à Ossidinge et entreprit la construction de la station locale. En 1901-1902, il participa en tant que chef de la 3e compagnie et topographe à l'expédition du commandant Curt von Pavel contre les chefferies Bafut et Mankon dans les Grassland de l'ouest du Cameroun. En 1902, il prit temporairement la direction de la station de Bamenda. En 1903-1904, il dirigea l'expédition germano-britannique à la frontière Yola-Lac Tchad (participation d'Arnold Schultze). En été 1905, il entreprit en tant que chef de la station de Bamenda une expédition contre les Meta' et un voyage d'information dans le sud du district de Bamenda, ainsi que d'août à octobre 1905 un voyage dans le district nord à Kom et Nso'. À la fin de la même année, il réalisa la soumission et la mise sous administration de la Chefferie Nso'. En 1906-1907, d'autres expéditions ont suivi dans les prairies. Lors de l'expédition Alkasom-Munci menée par le commandant Harry Puder au printemps 1908, il fut tué lors des combats contre Munci et fut enterré à Bamenda.
Glauning était un grand connaisseur de l'ethnographie et de la géographie des Grassland camerounaises. Il a notamment contribué à enrichir la collection coloniale de la Königlich Preußische Geologische Landesanstalt à Berlin.

## Art prédateur

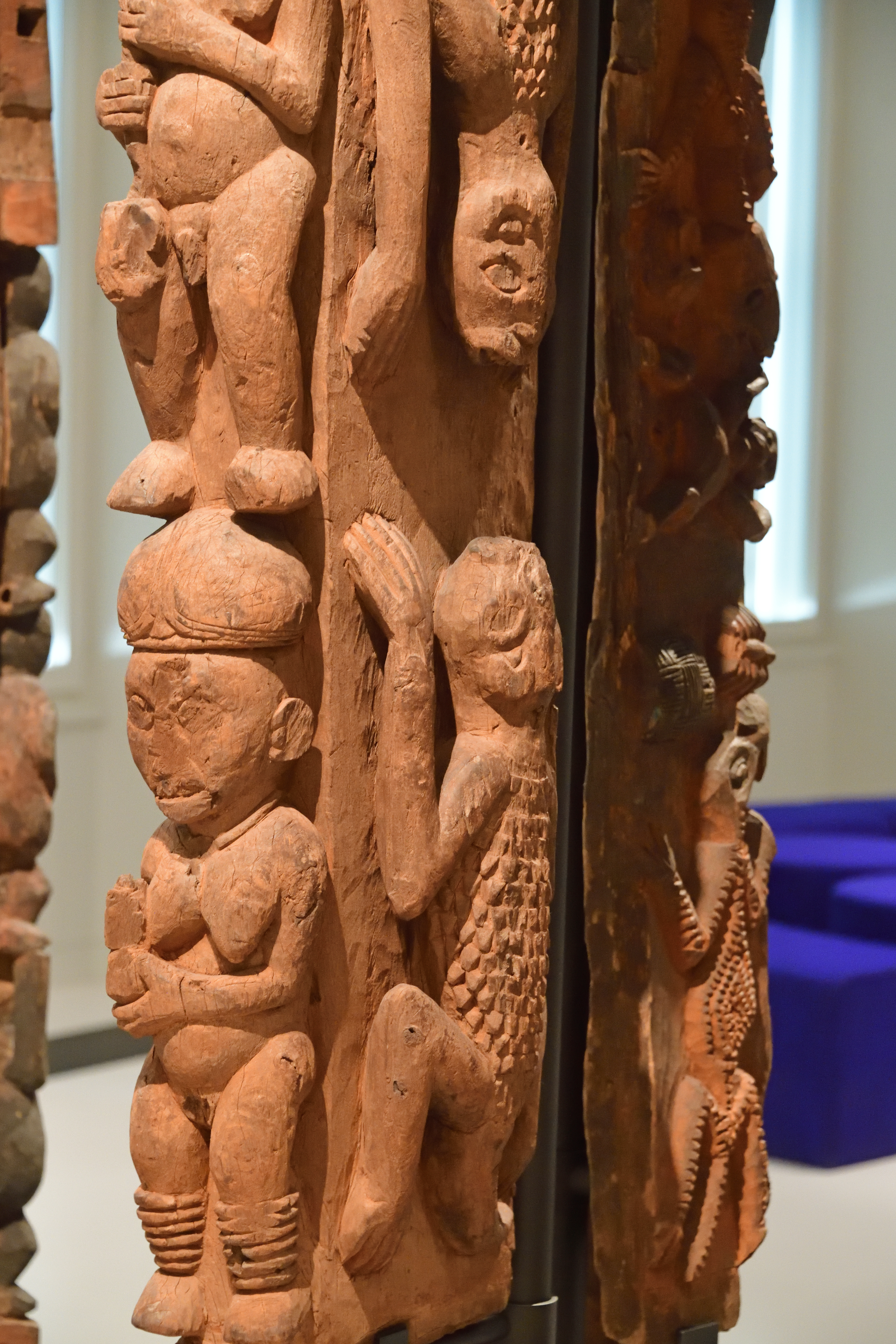
Sculpture de Baham datant du 19e siècle, exposée au Musée ethnologique de Berlin. Elle a été acquise après l'attaque et la conquête du royaume par Hans Glauning et l'incendie d'une grande partie du palais.

Au cours de ses campagnes au Cameroun, Hans Glauning a capturé de nombreux objets d'art et d'histoire qui sont notamment arrivés au Musée ethnologique de Berlin ou au Musée Linden. Par exemple, Hans Glauning écrivit à Karl von Linden, l'un des cofondateurs du musée qui porte son nom en 1907, qu'il était sur le point « en association avec la 8e. Compagnie Fontemdorf de soumettre plusieurs paysages inconnus dans des batailles acharnées. » von Linden convoitait un grand tambour et le trône perlé du roi des Bamouns, qu'il avait découvert sur des photographies du nord-ouest du Cameroun.
Glauning, l'un des nombreux garants de Linden sur place, écrivit plus tard à l'entreprise de Linden à la recherche d'un tambour : « En ce qui concerne l'obtention d'un grand tambour, il sera maintenant difficile de s'en procurer un car les zones concernées sont pacifiques, mais les indigènes n'aiment pas abandonner leurs tambours volontairement. »
Pendant son service, la responsabilité de Glauning a conduit à plusieurs reprises à des meurtres, des prises d'otages, des recrutements forcés et des expropriations. Les sociétés indigènes rebelles ont été soumises aussi complètement que possible, des zones entières, comme il l'écrit, ont été « nettoyées » par Glauning.